# Mass Appeal: Best of Gang Starr
Mass Appeal: Best of Gang Starr è il secondo album di greatest hits del duo hip hop Gang Starr pubblicato da Virgin / EMI Records il 26 dicembre 2006. Prende il nome dalla famosa canzone "Mass Appeal", uno dei diciotto brani dell'album. L'edizione limitata di questo album contiene due bonus track sul primo disco e un bonus disc con 11 video musicali in formato DVD. La gamma di music video sono presi da tutti gli album Gang Starr esclusi No More Mr. Nice Guy e sono disposti in ordine cronologico. Le tracce di un disco non si sono disposti in ordine cronologico, ma sono presi da ogni album Gang Starr. Mass Appeal: Best of Gang Starr differisce dalla prima compilation più grande del gruppo hits, Full Clip: A Decade of Gang Starr, perché contiene un disco bonus di video musicali e contiene brani da The Ownerz. Inoltre, non ci sono brani inediti su Mass Appeal escluse le due bonus track apparse sulla versione giapponese di The Ownerz.

## Tracce

### Disco 1
1. Manifest
2. Step in the Arena
3. Put Up or Shut Up (featuring Krumbsnatcha)
4. Skills
5. Code of the Streets
6. Ex-Girl To Next Girl
7. Soliloquy of Chaos
8. The Militia (featuring Big Shug & Freddie Foxxx)
9. Above the Clouds (featuring Inspectah Deck)
10. Check the Technique
11. Royalty (featuring K-Ci & Jojo)
12. Lovesick
13. Take it Personal
14. Now You're Mine
15. Just to Get a Rep
16. B.Y.S.
17. Mass Appeal
18. DWYCK (featuring Nice & Smooth)
19. Tha Squeeze (bonus track)
20. Natural (bonus track)

### DVD Edizione limitata
1. Step in the Arena
2. Just to Get a Rep
3. Ex Girl to the Next Girl
4. Take it Personal
5. Code of the Streets
6. Mass Appeal
7. The Militia
8. Full Clip
9. Discipline (featuring Total)
10. Nice Girl, Wrong Place
11. Skills